# برسي غرين (تشيشير)
برسي غرين (بالإنجليزية: Brassey Green)‏ هي قرية تقع في المملكة المتحدة في شمال غرب إنجلترا.